# Ново-Кишитская волость
Ново-Кишитская волость (Кишитская волость, тат. ياڭا كىشت ۋولىٰسىٰ, Jaꞑa Kişet vulьsь, Яңа Кишет вулысы) — административно-территориальная единица в составе Казанского уезда Казанской губернии и Арского кантона Татарской АССР.
В деревне Варангуш-Яваш располагалось волостное правление, в селе Александровка — квартира полицейского урядника.
В настоящее время территория волости находится в составе Арского района РТ.

## География
Волость граничила на севере с Мамсинской и Балтасинской, на востоке — с Арской и Кармышской, на юге — с Мульминской и на западе — с Больше-Менгерской волостями.

## История
Волость была образована после 1860-х гг. По декрету «Об Автономной Татарской Социалистической Советской Республике» вошла в состав Казанского (с конца 1920 года — Арского кантона) Татарской АССР. В 1924 году укрупнена за счёт соседних волостей.
Упразднена в 1930 году, населённые пункты включены в состав Атнинского и Арского районов.

## Население
| 1883 | 1885  | 1890    | 1897    | 1914    | 1926    |
| ---- | ----- | ------- | ------- | ------- | ------- |
| 9092 | ↗9789 | ↗10 164 | ↗10 329 | ↗13 436 | ↗17 500 |

Национальный состав (1885): татары — 8 665 чел. (88,52 %), русские — 1 124 чел. (11,48 %).
Национальный состав (1920, в границах 1925 года): татары — 18 560 чел. (93,71 %), русские — 1 246 чел. (6,29 %).

### Населённые пункты
| №  | Населённые пункты       | Население (1897 год) | Население (1907 год) | Преобладающая национальность | Нынешний статус       |
| -- | ----------------------- | -------------------- | -------------------- | ---------------------------- | --------------------- |
| 1  | деревня Варангуш-Яваш   | 716                  | 832                  | татары                       | село, Арский район    |
| 2  | деревня Новый Крылай    | 512                  | 562                  | татары                       | село, Арский район    |
| 3  | деревня Семитбаш        | 429                  | 428                  | татары                       | деревня, Арский район |
| 4  | деревня Кшкары          | 403                  | 1142                 | татары                       | село, Арский район    |
| 5  | деревня Наянгуш         | 653                  |                      | татары                       | не существует         |
| 6  | деревня Новый Кишит     | 1326                 | 1370                 | татары                       | село, Арский район    |
| 7  | деревня Малые Аты       | 788                  | 951                  | татары                       | село, Арский район    |
| 8  | деревня Новые Аты       | 887                  | 945                  | татары                       | село, Арский район    |
| 9  | деревня Новые Селищи    | 489                  | 482                  | татары                       | деревня, Арский район |
| 10 | деревня Малые Верези    | 373                  | 432                  | татары                       | село, Арский район    |
| 11 | деревня Алич-Тархан     | 541                  | 603                  | татары                       | село, Арский район    |
| 12 | деревня Старый Яваш     | 405                  | 473                  | татары                       | деревня, Арский район |
| 13 | деревня Верхний Азак    | 495                  | 612                  | татары                       | село, Арский район    |
| 14 | деревня Другой Азак     | 323                  | 366                  | татары                       | не существует         |
| 15 | деревня Утня            | 436                  | 455                  | татары                       | деревня, Арский район |
| 16 | село Александровка      | 765                  | 731                  | русские                      | не существует         |
| 17 | село Хотня              | 505                  | 510                  | русские                      | село, Арский район    |
| 18 | деревня Пшенгер-Баклауш | 283                  | 287                  | татары                       | деревня, Арский район |

## Инфраструктура
В начале XX века на территории волости находилось 18 мечетей, 2 церкви, 19 мектебов, 1 медресе (Кшкарское) и 2 земские школы, в с. Хотня находилась земская больница, проживал ветеринарный фельдшер.
В 1914 г. в 2139 дворах насчитывалось 1438 лошадей, 5384 овцы, 307 коз, 141 свинья и 2132 головы рогатого скота; за крестьянами числилось 17380 десятин удобной земли.
В 1911 году было основано Хотнинское кредитное товарищество; на 1913 год в нём состояло 813 членов.